# Carlo Mattioli
Carlo Mattioli (* 23. Oktober 1954 in Pergola) ist ein ehemaliger italienischer Leichtathlet, der im Gehen erfolgreich war. Er gewann eine Silbermedaille bei Halleneuropameisterschaften.

## Sportliche Karriere
Carlo Mattioli startete für die Sportgruppe der Carabinieri. Er wurde 1980 und 1986 italienischer Meister im 10.000-Meter-Bahngehen. Im 20-Kilometer-Straßengehen siegte er 1987. In der Halle gewann er im 5000-Meter-Bahngehen 1979, 1980 und von 1985 bis 1987.
1979 bei den Mittelmeerspielen in Split erkämpfte Mattioli die Bronzemedaille im 20-km-Gehen hinter dem Franzosen Gérard Lelièvre und dem Spanier José Marín, aber vor seinem Landsmann Maurizio Damilano. 1981 bei der Universiade in Bukarest gewann Damilano vor Mattioli. Im März 1982 bei den Halleneuropameisterschaften in Mailand siegte ebenfalls Damilano vor Mattioli, Dritter wurde der Österreicher Martin Toporek vor dem dritten Italiener Alessandro Pezzatini. Sechs Monate später bei den Europameisterschaften in Athen wurde Damilano disqualifiziert. Pezzatini kam als Fünfter und Mattioli als Sechster in die Wertung. Beide lagen weniger als eine Minute hinter dem Gewinner der Bronzemedaille.
Im August 1983 bei den Weltmeisterschaften in Helsinki erreichten alle drei Italiener das Ziel. Damilano wurde 7., Mattioli 18. und Pezzatini erreichte als 24. das Ziel. Ein Jahr später bei den Olympischen Spielen 1984 in Los Angeles erkämpfte Damilano die Bronzemedaille mit anderthalb Sekunden Vorsprung vor Mattioli, der als Fünfter das Ziel erreichte. Pezzatini kam auf den 28. Platz. 1986 bei den Europameisterschaften 1986 in Stuttgart gewann Damilano die Silbermedaille, Walter Arena wurde als zweitbester Italiener Fünfter und Mattioli belegte den elften Rang.
1987 wurde Mattioli bei den Halleneuropameisterschaften in Liévin im Finale disqualifiziert. Zwei Wochen später wurde er 13. bei den Hallenweltmeisterschaften in Indianapolis. Im August bei den Weltmeisterschaften in Rom gewann Damilano den Titel über 20 Kilometer. Mattioli belegte mit einer Minute Rückstand auf den Viertplatzierten den fünften Rang. Bei den Mittelmeerspielen 1987 in Latakia siegte Damilano mit einer Sekunde Vorsprung vor Mattioli. 1988 bei den Olympischen Spielen in Seoul wurde Damilano Dritter, Giovanni De Benedictis belegte den neunten Platz und Mattioli wurde als 19. gelistet.

## Bestzeiten
- 20 km Straßengehen: 1:21:11 Stunden, 24. September 1983 in Bergen
- 50 km Straßengehen: 4:01:23 Stunden, 17. März 1985 in Canicatti
- 5000 Meter Bahngehen (Halle): 19:12,58 Minuten, 1. Februar 1984 in Mailand